# Pivška presihajoča jezera
Pivška presihajoča jezera so skupina večjih in manjših kotanj, v vlažnejšem delu leta napolnjenih z vodo, ki se nahaja v zgornji Pivški dolini. Ležijo na skalni terasi ob vznožju Javornikov, ki se dviga nad uravnanim dnom kotline, po katerem teče reka Pivka. Površje terase se od 650–670 m nadmorske višine spusti proti jugozahodu na 550–570 m n. v. V njej so številne depresije z uravnanim dnom in ostrim prehodom v pobočja ob robovih, ki so dovolj globoke, da segajo do nivoja nihanja podtalnice, zato se po večjih deževjih napolnijo z vodo in nastanejo presihajoča jezera.

## Seznam jezer
Na območju je večje število kraških depresij, ki so jih domačini poimenovali jezero, ribnik, kal, mlaka, luža ipd., odvisno od velikosti in stalnosti. Daleč največji sta Palško in Petelinjsko jezero, ki v dolžino merita prek 1500 m, med jezera pa poleg njiju prištevamo še naslednje občasno poplavljene kotanje premera 100 do 300 m:
| Ime                                     | Nadm. višina (m) | Nadm. višina (m) | Nadm. višina (m) | Površina (m²) | Površina (m²) | Volumen (m³) | Volumen (m³) | pogostost pojavljanja | koordinate                                              | Slika |
| Ime                                     | dna              | povpr. gladine   | najv. gladine    | povpr.        | najv.         | povpr.       | najv.        | pogostost pojavljanja | koordinate                                              | Slika |
| --------------------------------------- | ---------------- | ---------------- | ---------------- | ------------- | ------------- | ------------ | ------------ | --------------------- | ------------------------------------------------------- | ----- |
| Jeredovce                               | 537,5            |                  | 542              |               | 90.197        |              | 113.428      | redko                 | 45°43′46″N 14°12′55″E / 45.729490°N 14.215185°E         |       |
| Krajnikov dol                           | 537              |                  | 540              |               | 21.513        |              | 18.849       | redko                 | 45°43′09″N 14°12′30″E / 45.719075°N 14.208201°E         |       |
| Petelinjsko jezero                      | 532,2            | 541              | 545              | 647.157       | 736.341       | 4.128.712    | 6.891.976    | pogosto               | 45°42′24.69″N 14°13′33.82″E / 45.7068583°N 14.2260611°E |       |
| Palško jezero                           | 542,3            | 555              | 566              | 1.027.812     | 1.904.784     | 7.144.854    | 22.983.817   | pogosto               | 45°41′7.68″N 14°15′14.53″E / 45.6854667°N 14.2540361°E  |       |
| Klenski dol (Klensko jezero)            | 544              | 545              | 547,5            | 3.689         | 36.830        | 1.330        | 57.565       | redko                 | 45°40′45″N 14°13′28″E / 45.679230°N 14.224306°E         |       |
| Radohovsko jezero                       | 534,2            | 535,6            | 536              | 7.455         | 15.519        | 14.221       | 22.434       | pogosto               | 45°40′31″N 14°12′19″E / 45.675273°N 14.205231°E         |       |
| Parsko jezero                           | 538              | 540              | 542              | 29.798        | 37.231        | 46.060       | 114.594      | pogosto               | 45°40′02″N 14°13′29″E / 45.667099°N 14.224827°E         |       |
| Malo Drskovško jezero                   | 539,2            | 540              | 544              | 41.120        | 82.657        | 52.593       | 327.782      | pogosto               | 45°39′47″N 14°13′48″E / 45.663011°N 14.230118°E         |       |
| Veliko Drskovško jezero                 | 541,7            | 545              | 549              | 186.334       | 207.547       | 441.427      | 1.247.611    | pogosto               | 45°39′31″N 14°14′16″E / 45.658663°N 14.237718°E         |       |
| Veliko Zagorsko jezero                  | 549              | 550              | 551              | 16.552        | 23.479        | 19.920       | 39.085       | redko                 | 45°39′11″N 14°14′32″E / 45.653012°N 14.242114°E         |       |
| Malo Zagorsko jezero                    | 544,2            | 548              | 548,5            | 39.425        | 44.552        | 83.100       | 103.768      | pogosto               | 45°39′05″N 14°14′09″E / 45.651476°N 14.235818°E         |       |
| Veliki dol za Kalcem (jezero za Kalcem) | 553,8            | 555              | 556              | 15.001        | 18.496        | 26.729       | 42.125       | redko                 | 45°38′38″N 14°14′39″E / 45.643908°N 14.244197°E         |       |
| Kljunov ribnik                          | 549,5            | 551              | 551              | 784           | 784           | 80           | 80           | pogosto               | 45°38′35″N 14°14′23″E / 45.643181°N 14.239692°E         |       |
| Bačko jezero                            | 560,4            | 562,5            | 568              | 32.531        | 86.250        | 64.648       | 392.551      | redko                 | 45°38′33″N 14°15′25″E / 45.642401°N 14.256960°E         |       |
| Laneno jezero                           | 570,2            |                  | 572              |               | 12.384        |              | 19.308       | redko                 | 45°38′30″N 14°15′37″E / 45.641655°N 14.260206°E         |       |
| Čičko polje                             | 568,5            |                  | 576,5            |               | 591.419       |              | 591.417      | zelo redko            | 45°37′46″N 14°14′55″E / 45.629419°N 14.248502°E         |       |
| Kalsko jezero                           | 553,8            | 555              | 554,5            | 56.368        | 16.280        | 26.813       | 6.937        | pogosto               | 45°38′11″N 14°14′22″E / 45.636331°N 14.239513°E         |       |
| Nariče                                  | 571,1            |                  | 573              |               | 78.092        |              | 82.966       | zelo redko            | 45°36′10″N 14°15′25″E / 45.602804°N 14.256997°E         |       |
| Šembijsko jezero                        | 558,8            | 560              | 569,9            | 12.381        | 93.561        | 11.274       | 549.971      | redko                 | 45°36′04″N 14°15′03″E / 45.601062°N 14.250922°E         |       |

1. 1 2  Jezero zaradi pojavljanja le ob izrednih poplavah uradno ne spada pod Pivška presihajoča jezera
2. 1 2 3  povprečen vodostaj je bil merjen pred izkopom odvodnega jarka, ki je drastično zmanjšal velikost jezera

## Flora in favna
Pivška dolina spada pod submediteransko in dinarsko fitogeografsko območje. Rastline, ki poraščajo dno kotanj, so prilagojene na občasno poplavljenost, kljub temu je življenjski uspeh odvisen od sezone, saj poplavljenost ne traja vsako leto enako. Dno kotanj ima zaradi izpiranja debelejšo plast prsti, zaradi tega in drugih dejavnikov se tam razvije rastlinska združba, ki zelo spominja na gojene travnike. Predvsem pri višjih rastlinah se vpliv sezone, med katero rastline zbirajo založne snovi in tvorijo semena, pozna še pri rastnem uspehu naslednjo sezono. Če je poplavljenost dolgotrajnejša, je uspeh slabši. Ob opustitvi košnje se prične sukcesija, kjer se v poznejših stadijih razrastejo rdeča vrba in druge grmovnice. Ob popisu leta 2000 so botaniki ugotovili več redkih in ogroženih vrst, kot so sibirska perunika, robati luk, združba ilirskega mlečka in modre stožke, združba rušnate masnice in visokega trpotca ipd.
Bogata rastlinska združba širšega območja daje zavetje številnim vrstam živali, med popisom leta 2000 je bilo med drugim ugotovljenih 210 vrst  hroščev, 106 vrst metuljev in 127 vrst ptičev. Od vodnih živali izstopajo redki raki kraški škrgonožci in ličinke žuželk. Na širšem območju se pojavlja divjad, tudi velike zveri, in večje število ptic kulturne krajine, kot so kosec, pisana in rjava penica, prepelica, rjavi srakoper ter veliki strnad. V podzemnih vodotokih tega območja živijo človeške ribice, ki jih ob visokih vodah včasih priplavi na površje.

## Raba in varstvo
Ker je območje jezer del leta poplavljeno, je neprimerno za poljedelstvo, dno so domačini uporabljali le za pridobivanje sena za živinorejo. Gospodarsko pomembnejši dejavnosti v preteklosti sta bila gozdarstvo in žaganje lesa. Kmetijska raba se opušča, zato zdaj bregove zarašča gozd. Na življenje močno vpliva suša v sušnem delu leta, ko se voda umakne več deset metrov pod kraško površje.
Zaradi strateške lege kotline je bil del območja, predvsem del okoli Petelinjskega in Palškega jezera, spremenjen v vojaški poligoni, ki ga je v ta namen uporabljala že avstro-ogrska vojska, po njej pa tudi italijanska in jugoslovanska. V času vojaških vaj so prebivalcem Petelinjega izplačevali odškodnino za nezmožnost uporabe območja. Po dnu kotanj so še vedno vidni ostanki streliva, v vojaške namene pa se danes uporablja le še najsevernejše jezero Jeredovce, ki je del  vadišča SV Poček.
Prvi poskusi zaščite posameznih delov segajo v 1960. leta, a se je vojaška raba nadaljevala kljub razglasitvi Petelinjskega in Palškega jezera za živa naravna spomenika II. nazreda z narodno pomembnostjo. Leta 1984 je Občina Postojna sprejela odlok, s katerim so bili Palško,
Petelinjsko, Veliko in Malo Drskovško jezero razglašeni za naravne spomenike, desetletje kasneje pa se je varstvo razširilo na 13 jezer. Kljub temu je se je po eni strani nadaljevala vojaška raba Palškega in Petelinjskega, območje ostalih pa se je zaradi opuščanja kmetovanja zaraščalo, zato se je degradacija kulturne krajine nadaljevala. Zdaj sta Palško in Petelinjsko jezero razglašena za naravni vrednoti državnega pomena, ostala
jezera pa so naravne vrednote lokalnega pomena. Območje je tudi del ekološko pomembnega območja Snežnik-Pivka, območja Natura 2000 Snežnik-Pivka in potencialnega posebnega varstvenega območja Javorniki-Snežnik.
Leta 2012 je bil na delu, ki spada pod Občino Pivka, oblikovan Krajinski park Pivška presihajoča jezera, uradno ustanovljen leta 2014. Kot možnost za trajnostno rabo se zdaj izpostavlja ekoturizem.